# 16079 Imada
A 16079 Imada (ideiglenes jelöléssel 1999 RP181) a Naprendszer kisbolygóövében található aszteroida. A LINEAR projekt keretében fedezték fel 1999. szeptember 9-én.